# Don't Look Away
Albums de Kate Voegele
Louder Than Words -EP
(2005) A Fine Mess
(2009)
Don't Look Away est le 1er album de la chanteuse et compositrice Kate Voegele. Il a été enregistré en 2006 et est sorti en 2007.

## Liste des titres
1. Chicago (3:57)
2. I Get It (3:36)
3. Only Fooling Myself (3:34)
4. Top of the World (4:02)
5. One Way Or Another (3:45)
6. It's Only Life (4:08)
7. Might Have Been (3:48)
8. Facing Up (4:11)
9. No Good (4:13)
10. Devil In Me (4:21)
11. I Won't Disagree (3:53)
12. Wish You Were (4:47)
13. Kindly Unspoken (4:06)

## Deluxe edition
1. Chicago (3:57)
2. I get it (3:36)
3. Only fooling myself (3:34)
4. Top of the world (4:02)
5. One way or another (3:45)
6. It's only life (4:08)
7. Might have been (3:48)
8. Facing up (4:11)
9. No good (4:13)
10. Devil in me (4:21)
11. I won't disagree (3:53)
12. Wish you were (4:47)
13. Kindly unspoken (4:06)
14. You can't break a broken heart (3:38)
15. I get it (acoustic) (4:02)
16. Only fooling myself (acoustic) (4:17)
17. Devil in me (acoustic) (4:41)